# Cosmina Dușa
Cosmina Anișoara Dușa (Iernut, 4 marzo 1990) è una calciatrice rumena, attaccante del Beroe e della nazionale rumena.

## Carriera

### Club
Cosmina Dușa si avvicina al calcio già in tenera età, iniziando a giocare con i maschietti pari età ed in seguito tesserandosi con l'O.C. Taslauanu, società di Toplița dove gioca fino all'età di 17 anni.
Nel 2007 viene contattata dalla Clujana, società di Cluj-Napoca che disputa la Liga I, a quel tempo la massima serie del campionato rumeno femminile di calcio, e che aveva conquistato il suo quinto titolo di Campione. Con le rossonere rimane per due stagioni decidendo di concludere la sua esperienza in terra natia nel 2009, quando accetta di sottoscrivere un contratto con il Volos 2004, società greca di Volo che disputa il campionato di vertice della nazione ellenica. Con il club greco rimane una sola stagione contribuendo significativamente al campionato di vertice e dove è stata capocannoniere con 42 gol all'attivo.
Nell'estate 2010 decide di tornare in Romania, investendo nell'avventura della neofondata U Olimpia Cluj, società istituita con l'intenzione di puntare ai vertici della Liga I Feminin, campionato al quale si iscrive saltando quello di secondo livello. Nella prima stagione della storia del CFF Olimpia Cluj Cosmina Dușa è autrice di ben 103 gol in 24 partite, capocannoniere del campionato, contribuendo alla conquista del campionato, risultato bissato la stagione successiva con la conquista del secondo scudetto e il titolo di capocannoniere con 71 gol all'attivo.
Grazie al suo costante apporto al CFF Olimpija Cluj, Cosmina Dușa è stata eletta dalla Federația Română de Fotbal (FRF), la federazione calcistica della Romania, Giocatrice dell'anno per tre stagioni consecutive.
Il 3 ottobre 2012 annunciò di intraprendere una nuova avventura internazionale sottoscrivendo un contratto con il Konak, società turca di Konak, distretto della provincia di Smirne.

## Palmarès

### Club
- Campionato turco femminile: 5

Konak Belediyesi: 2012-2013, 2013-2014, 2014-2015, 2015-2016, 2016-2017
- Campionato rumeno: 4

Clujana: 2007-2008, 2008-2009
Olimpija Cluj: 2010-2011, 2011-2012
- Coppa di Romania femminile: 3

Clujana: 2007-2008
Olimpija Cluj: 2010-2011, 2011-2012

### Individuali
- Giocatrice dell'anno della Romania: 3

2010, 2011, 2012
- Capocannoniere del campionato turco: 3

2012–2013, (32 gol), 2013–2014 (15 gol), 2014–2015 (33 gol)